# Francisco Julián Beazley
Francisco Julián Beazley (Dolores, 7 de enero de 1864 – Buenos Aires, 6 de julio de 1924) fue un abogado y político argentino que tuvo una destacada actuación durante la segunda presidencia del general Julio Argentino Roca, fue interventor federal de la Provincia de San Luis y jefe de la policía de la ciudad de Buenos Aires.

## Biografía
Francisco Julián Beazley nació en Dolores, provincia de Buenos Aires, el 7 de enero de 1864, hijo de Francisco Beazley Oyuela, consignatario, y de Otilia Lynch Espinosa. Era nieto del marino estadounidense Roberto Guillermo Beazley con actuación en la Guerra del Brasil.
Estaba casado con Magdalena Barreto Muniz Sáenz Valiente (1871-1925), hija de Jarbas Alves Muniz Barreto Magalhaes, nativo de Río de Janeiro y de Damasia Sáenz Valiente Ituarte,

### Estudios
Se educó en el Colegio de Junior y en el Colegio Nacional de Buenos Aires. En 1885 se graduó de doctor en jurisprudencia en la Universidad de Buenos Aires con una tesis sobre Revocación legal del testamento.
Trabajó como profesor en el Colegio Nacional y fue su vicerrector hasta 1892.

## Función pública
Durante el gobierno de Luis Sáenz Peña ocupó la subsecretaria del Ministro del Interior de la República Argentina, a cargo de Lucio Vicente López.
En 1893, mientras se desempeñaba como Interventor Federal de la provincia de Buenos Aires, Lucio Vicente López promovió una investigación por corrupción contra el coronel Carlos Sarmiento, secretario privado del Ministro de Guerra, el general Luis María Campos. Al ser liberado en 1894 pese a las amplias pruebas en su contra, Soarmiento retó a Vicente López a un duelo, que éste aceptó pese a ser inexperto en el manejo de armas de fuego, lo que le costó la vida. Francisco Beazley y el general Lucio V. Mansilla, compañeros del Club del Progreso, fueron sus padrinos.
El 3 de marzo de 1896 Beazley fue designado Jefe de Policía de la Capital Federal.
Durante su ejercicio del cargo estableció como requisito para ingresar a la repartición estar alfabetizado, dando un plazo al personal activo para su formación en una escuela de primeras letras que creó a esos efectos.
Implantó también un sistema de examen de competencia previo a todo ascenso, creó las comisarías N°31 y N°32, el Asilo Policial de Mujeres Contraventoras, cuya dirección confió a las hermanas del Buen Pastor, la Sala de Objetos Perdidos, etc.[cita requerida]
Proyectó e impulsó la Ley de Amparo para los familiares de los caídos en cumplimiento del deber, que fue presentada a la cámara por el diputado Horacio Varela. Creó el Museo de la Policía el 24 de abril de 1899, el primero de su tipo en América y el segundo en el mundo (solo existía el de Scotland Yard). Reorganizó la Biblioteca policial, proyectó leyes sobre juegos de azar y mendicidad.

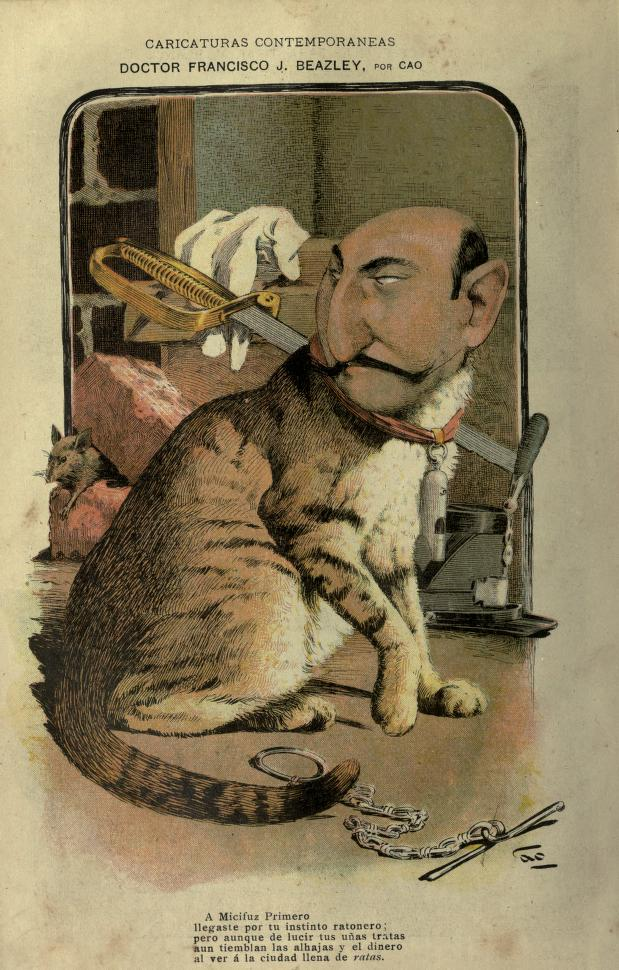
Caricatura de Francisco J.Beazley en Caras y Caretas

Le tocó actuar durante la crisis por la unificación de la deuda en julio de 1901. El miércoles 3 de julio de 1901 manifestantes atacaron las oficinas de los periódicos Tribuna y El País, la casa de Roca y el domicilio de Carlos Pellegrini, a quien hirieron levemente de una pedrada cuando enfrentó a la multitud. Cuando la policía arribó al lugar pudo "constatar los actos de verdadero vandalismo que se habían llevado a cabo contra el edificio, causándole destrozos incalculables", según el informe elaborado por Francisco Beazley leído por el ministro del Interior Felipe Yofre ante el parlamento el jueves 4 de julio de 1901 durante el tratamiento de la autorización solicitada por el presidente Roca para declarar el estado de sitio en la ciudad de Buenos Aires.
El 9 de noviembre de 1903 adoptó como método el sistema dactiloscópico propuesto por Juan Vucetich en 1895 en su libro Sistema de Filiación Provincia de Buenos Aires.
En 1904 un movimiento popular sangriento autodenominado la Revolución Puntana en la provincia de San Luis derrocó al gobernador Jerónimo Rafael Mendoza y detuvo a su hermano el senador Eriberto Mendoza y al diputado Narciso Gutiérrez. El gobierno federal se vio obligado a intervenir San Luis nuevamente apoyado esta vez desde el Senado por Bernardo de Irigoyen.
Si bien se reemplazaba al gobernador revolucionario Francisco Sarmiento, la decisión de intervenir la provincia no favorecía a los Mendoza, a quienes se acusaba de haber establecido una dinastía de hecho. El presidente Julio Argentino Roca decidió nombrar interventor federal en la provincia de San Luis a Francisco Beazley, quien el 12 de octubre de 1904 renunció a su cargo en la policía y partió a la provincia. Allí, pronto informaba a Roca que "la inmensa mayoría de esta ciudad es decididamente hostil a los Mendoza, con una hostilidad violenta, casi rabiosa, que muy bien podría llegar hasta el crimen, en caso de reposición".
Se reencuentra con un amigo personal, con el que se guardaban mutuo aprecio,  Don Salvio Cadelago. Se conocieron en Córdoba en el ambiente militar /policial, desde allí continuaron su contacto por medio epistilar,  ya que Don Salvio, altruista, de capacidad política,  social , seguiria su camino hacia la localidad  al Sur del departamento capital, donde más adelante , con la llegada de Beazley , donaria 600 hectáreas para la fundación de un pueblo,  al cuál  bautizo : Beazley , ej honor a su amado amigo.
Desde el cargo impulsó la adopción de una resolución ajustando la representación legislativa al Censo Nacional de 1895 (se utilizaba el de 1869) que por favorecer a la oposición fue calificada por los Mendoza como "una verdadera reforma de ocasión y tendiente a favorecer a un partido" y apoyó la formación de la Unión Provincial, un grupo numeroso perteneciente a diversos credos políticos que llevó al gobierno al doctor Benigno Rodríguez Jurado.
Durante su breve gestión inauguró el Acueducto Vulpiani (Juana Koslay). Finalizada su misión con la asunción del mandatario electo, en 1905 la provincia dio su nombre a un nuevo pueblo al oeste de la Ciudad de San Luis, al cual llamaron localidad de Beazley, lo que generó protestas en algunos sectores que se canalizaron a través del diario La Reforma que la calificaban de "impiedad" argumentando que Beazley había allanado el camino al poder de Rodríguez Jurado.
Durante la revolución de febrero de 1905 organizada por la Unión Cívica Radical, en la ciudad de Córdoba los revolucionarios comandados por el teniente coronel Daniel Fernández tomaron el Departamento Central de Policía de Córdoba, instalado en el Cabildo, depusieron al gobernador cordobés José Vicente de Olmos y mantuvieron detenidos en el Hotel San Martín al vicepresidente de la Nación José Figueroa Alcorta, al diputado nacional Julio Argentino Pascual Roca y a Francisco Beazley entre otros.
En 1906 el gobierno encargó la confección de un proyecto de reforma del Código Penal de la Nación Argentina a una comisión conformada por Francisco Beazley, el penalista cordobés Cornelio Moyano Gacitúa, Norberto Piñero, Rodolfo Rivarola, el prestigioso médico José María Ramos Mejía y el magistrado Diego Saavedra.
La comisión se expidió el 10 de marzo de 1906 presentando un proyecto que en términos generales seguía la orientación del de 1891 sin diferencias fundamentales de estructura y doctrina. En el mismo se promovía la unificación de la legislación federal penal y se introducía la libertad y la condena condicional, así como la supresión de la pena de muerte. El 1 de septiembre fue elevado al congreso pero si bien tuvo buena acogida, nunca fue tratado por la legislatura.
Formó parte de la conducción del Jockey Club en varias oportunidades y fue dos veces su presidente de 1904 a 1905 y de 1908 a 1909. Integró también el Club del Progreso y el Círculo de Armas.

## Fallecimiento
Como candidato a diputado y a senador nacional, falleció en la ciudad de Buenos Aires el 6 de julio de 1924.
Una localidad del departamento Juan Martín de Pueyrredón, lleva el nombre Beazley en su honor.
Se lo recuerda cada año en el Jockey Club al disputarse el clásico que lleva su nombre: Clásico Francisco J. Beazley.